# Oziotelphusa kodagoda
Oziotelphusa kodagoda là một loài cua nước ngọt trong họ Gecarcinucidae.